# Kärntner Jägerschaft

Wappen der Kärntner Jägerschaft

Die Kärntner Jägerschaft ist die Interessenvertretung der Kärntner Jäger. Sie ist eine Körperschaft öffentlichen Rechts und agiert in Selbstverwaltung. Der Hauptsitz liegt im Schloss Mageregg, wobei Außenstellen in den Kärntner Bezirken einen Teil der Organisation übernehmen.
Die Organisation ist verantwortlich für alle Kärntner Jagdscheinbesitzer und erfüllt sowohl eine politische Beratungsfunktion wie auch eine Weiterbildungs- und eine Verwaltungsfunktion. Ihr Motto lautet: „Jagd ist Verantwortung, Jagd ist Freude.“

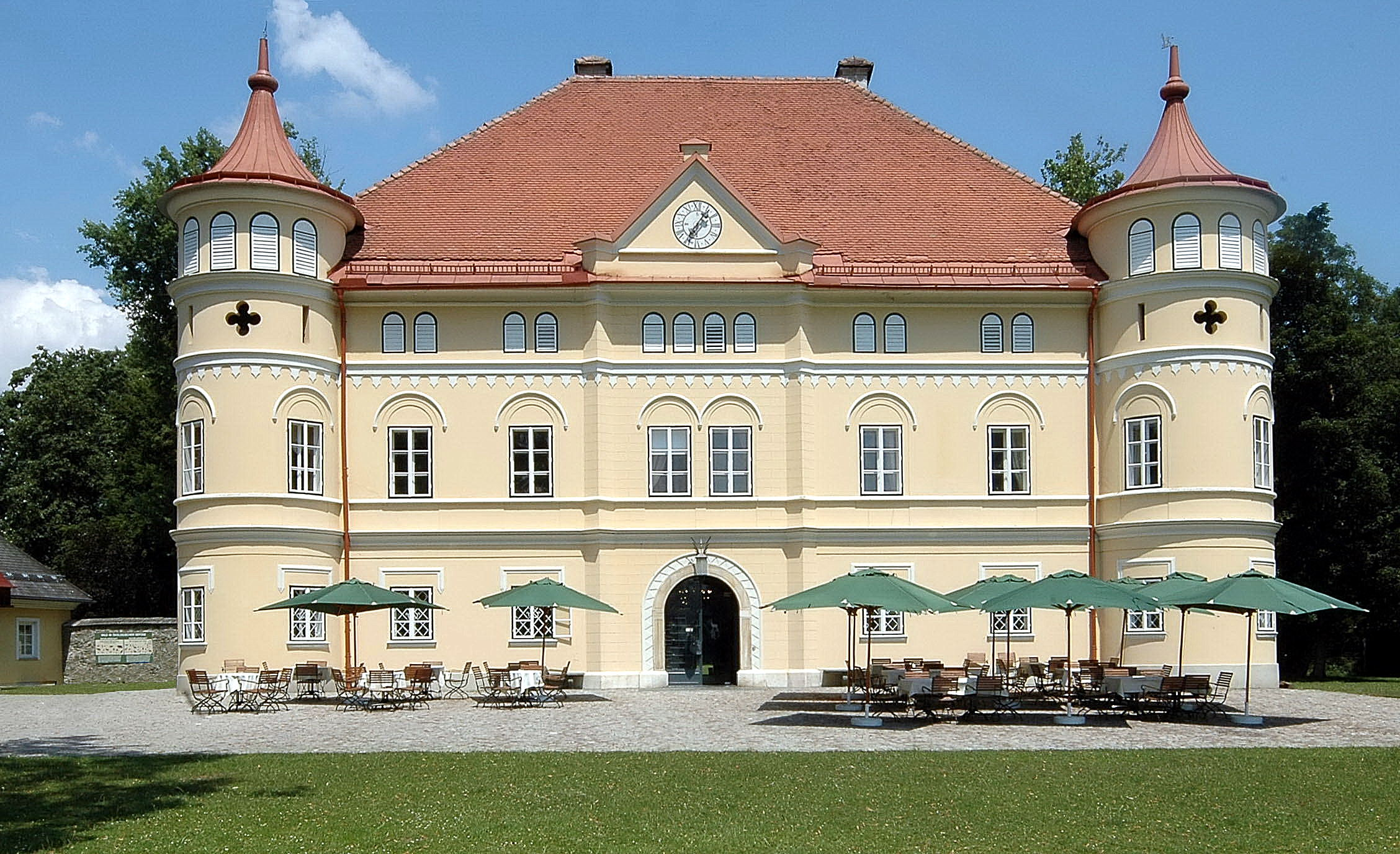
Schloss Mageregg, Hauptsitz der Kärntner Jägerschaft

Die Leitung in repräsentativer Hinsicht wird gebildet durch den Landesjägermeister Walter Brunner, in verwaltungstechnischen Angelegenheiten der Verwaltungsdirektor Mario Deutschmann. Die politische Verantwortung trägt der zuständige Landesrat für Jagdwesen, Martin Gruber.

## Jägerhof Schloss Mageregg
Aufgrund der großen Initiative des damaligen Landesjägermeisters Werner Knaus erwarb die Kärntner Jägerschaft mit Kaufvertrag vom 27. April 1967 den Gesamtbesitz. In den nächsten zwei Jahren erfolgte unter Landesjägermeister Werner Knaus auch eine großzügige Renovierung und die völlige Neugestaltung der Innenräume. Zwei Jahre später wird das Schloss am 14. Juni 1969 als „Jägerhof Schloss Mageregg“ feierlich für seine neuen Bestimmung eingeweiht. Weitere umfangreiche Renovierungen des Schlosses erfolgten 1986 unter Landesjägermeister Gerhard Anderluh und 2001 unter Landesjägermeister Ferdinand Gorton.

## Jagdprüfung
Eine weitere wichtige Aufgabe der KJ ist die Abnahme und Verleihung des Jagdscheins, der in Form einer theoretischen und praktischen Prüfung mehrmals im Jahr von fachkundigen Personen aus der Prüfungskommission abgenommen wird.
Die Prüfung beinhaltet mehrere Themenfelder: Haarwild, Federwild, Ökologie, Feld-/Waldbau, Jagdbetrieb, Jagdhunde, Wildbrethygiene, Brauchtum, Waffenkunde, Gesetze.
Die Prüfungsvorbereitungskurse werden in externen Lehrgängen angeboten. Die Jagdprüfung in Kärnten gilt als die schwerste ihrer Art in ganz Österreich, sie wird auch „Grüne Matura“ genannt.

## Jagdgebiete
Die Kärntner Jägerschaft unterscheidet in zwei Kategorien von Jagden, Gemeindejagden und Eigenjagden. Da die Jagd in Österreich mit Grund und Boden verbunden ist, bilden Eigenjagden mit einem Mindestausmaß von 115 Hektar jagdbarer Fläche die ursprünglichste Form. Diese sind im Besitz von Großgrundbesitzern oder Almgemeinschaften, welche ihr Jagdrecht selbst ausüben dürfen. Die restlichen Flächen werden von den Gemeinden zu Gemeindejagden zusammengefasst. Alle 10 Jahre findet eine Jagdgebietsfeststellung statt, bei der neu entstandene Flächen neu zugeordnet, beziehungsweise verlorene Flächen wegkommen. Die letzte fand 2020 statt. Alle Kärntner Jagdgebiete sind im KAGIS Maps einer Dienstleistung des Landes Kärnten einsehbar.

## Der Kärntner Jäger
In Form eines monatlichen Mitteilungsblatt erscheint der Kärntner Jäger als Zeitschrift für alle Mitglieder der Kärntner Jägerschaft. Jene beinhaltet sowohl die aktuelle Berichterstattung jagdlicher Ereignisse wie Verordnungen und Gesetzesänderungen. Darüber hinaus informieren die Funktionäre zu aktuellen Debatten, die die Jäger beschäftigen. Weitere Rubriken beinhalten die Öffentlichkeitsarbeit, Rezepte, Fachartikel, Informationen zu Veranstaltungen und ähnliches.

## Organisation
Der Vorsitzende der Kärntner Jägerschaft als Landesjagdverband ist der Landesjägermeister. Er ist in dieser Funktion das jagdliche Oberhaupt der Kärntner Jäger, gefolgt von den einzelnen Bezirksjägermeistern. Die Wahl des Landesjägermeisters und seines Vorstands wird von 253 Landesdelegierten aus 8 Bezirken und 133 Hegeringen gewählt. Derzeitiger Landesjägermeister ist Walter Brunner, die letzte Wahl war im Jahr 2024.
Parallel zur repräsentative und interessenpolitischen Tätigkeit des Landesjägermeister, gibt es auf Verwaltungsebene einen Verwaltungsdirektor (vormals Landesgeschäftsführer).
Im Jahre 2020 beendete die Geschäftsführerin Freydis Burgstaller-Gradenegger ihr Angestelltenverhältnis. Ihr Nachfolger ist Mario Deutschmann.

## Bisherige Landesjägermeister von Kärnten
| Name             | Amtszeit  | Auszeichnung            |
| ---------------- | --------- | ----------------------- |
| Werner Knaus     | 19??–1971 | Ehrenlandesjägermeister |
| Gerhard Anderluh | 1971–1992 | Ehrenlandesjägermeister |
| Dietrich Senitza | 1992–1999 | Ehrenlandesjägermeister |
| Ferdinand Gorton | 1999–2019 | Ehrenlandesjägermeister |
| Walter Brunner   | seit 2019 |                         |

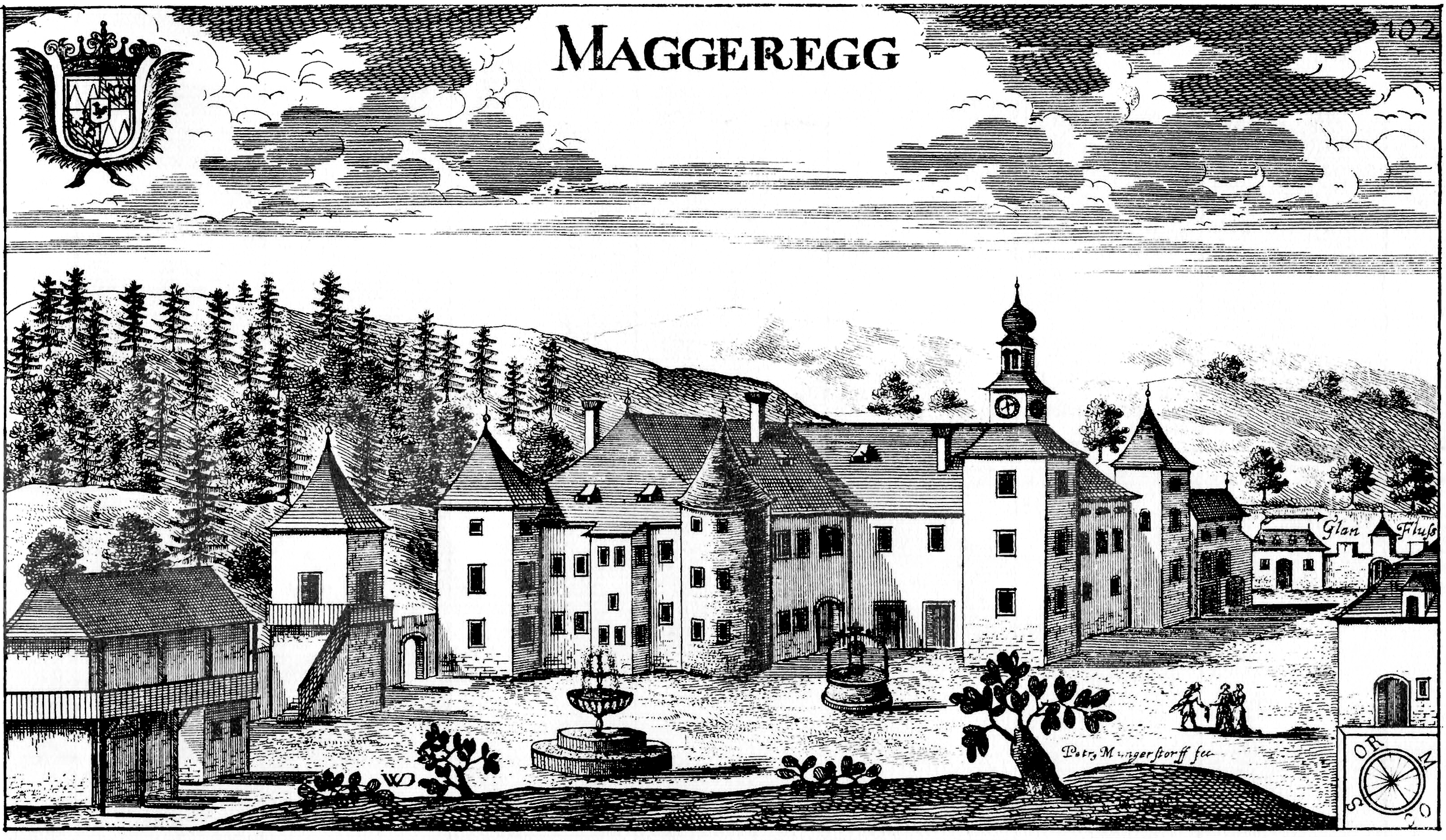
Kupferstich von Valvasor
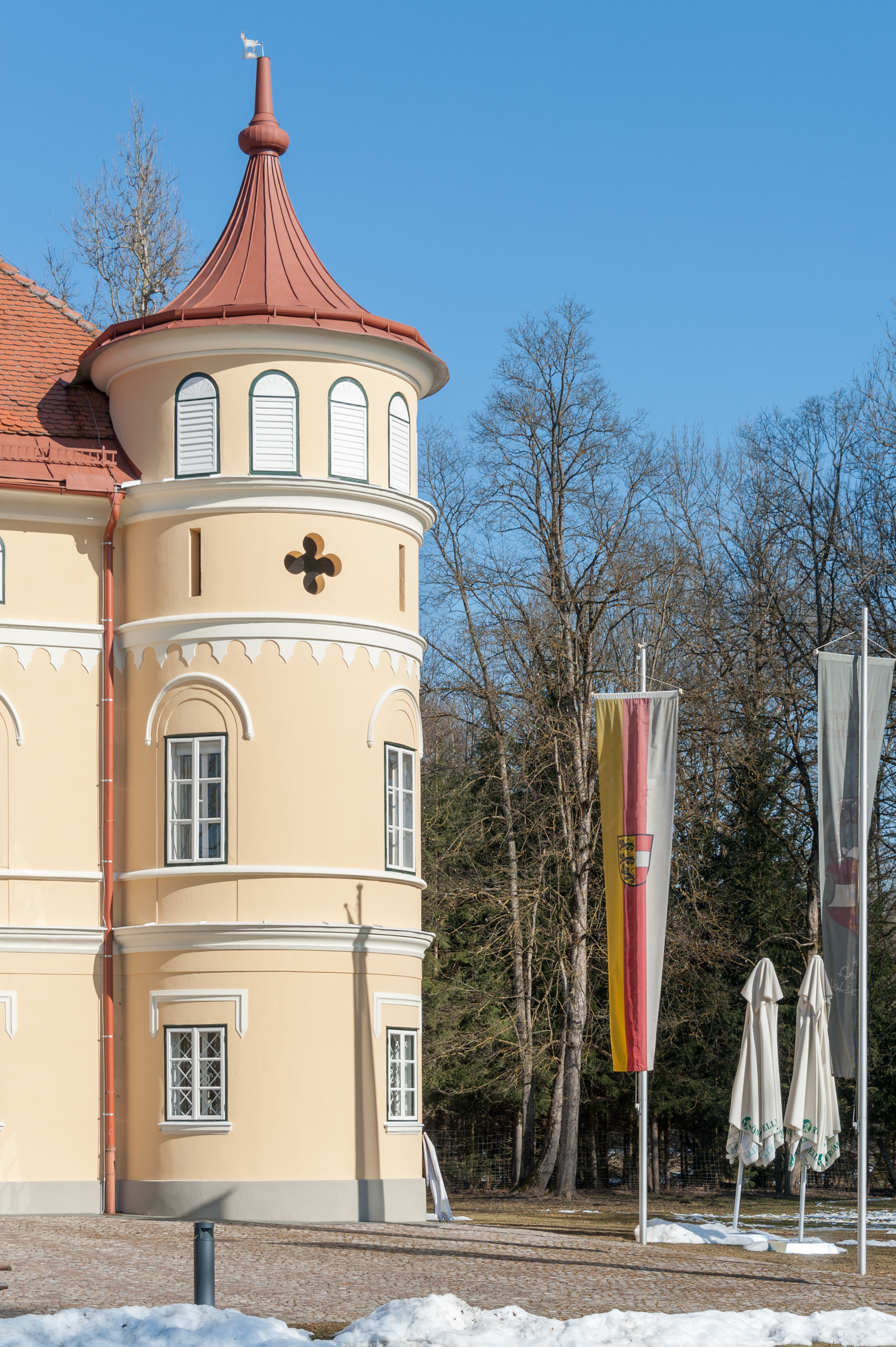
Turm des Schlosses
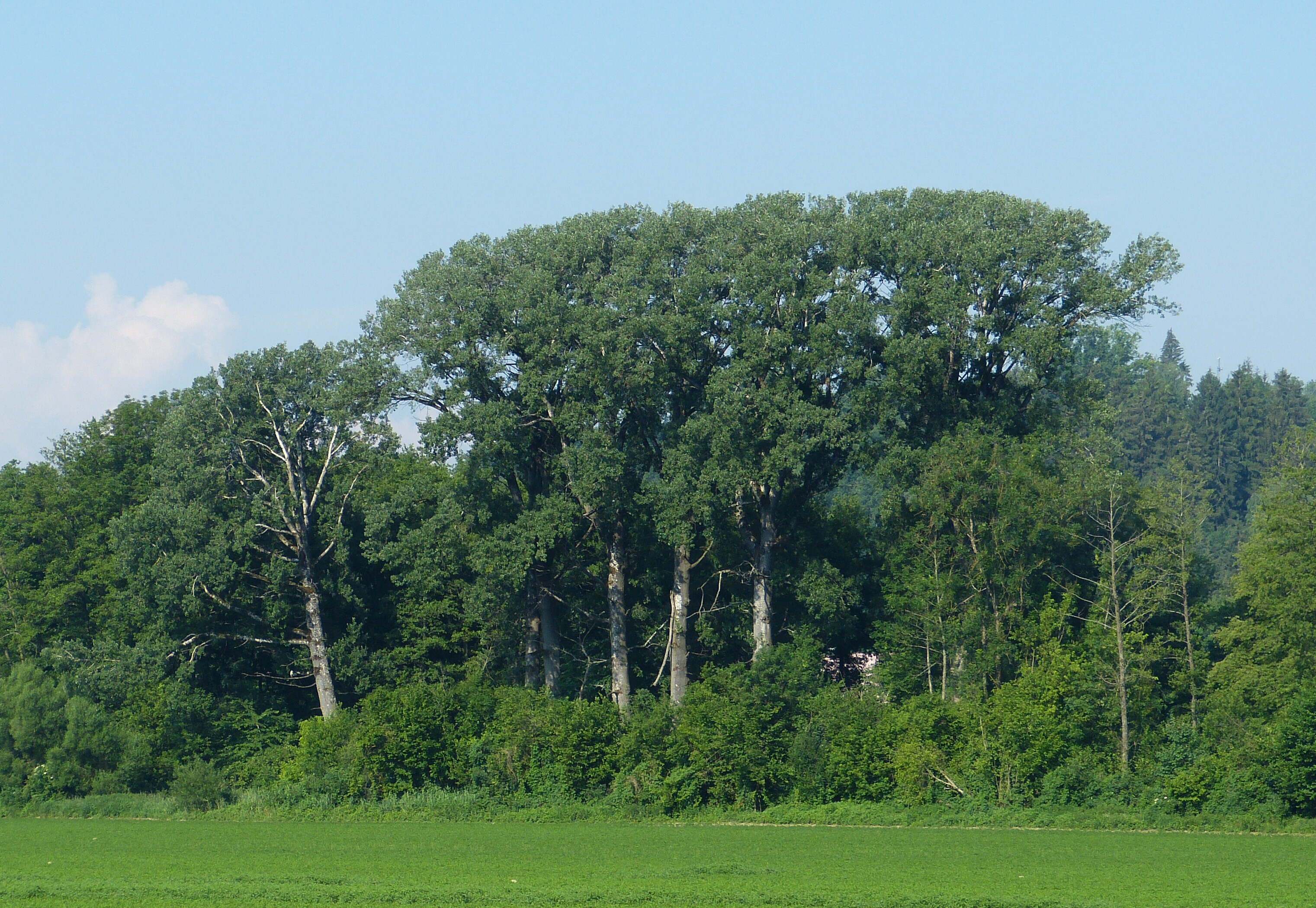
Natur- und Wildpark der Kärntner Jägerschaft in Mageregg